# Микулич, Надежда Анатольевна
Наде́жда Анато́льевна Мику́лич (бел. Надзея Анатольеўна Мікуліч; 14 января 1953) — белорусская певица, композитор, заслуженная артистка Республики Беларусь (2000).

## Биография
Училась в Гродненском музыкально-педагогическом училище, занималась баскетболом, выступала в женском вокально-инструментальном ансамбле «Чаровницы».
С 1972 по 1980 годы работала вокалисткой ВИА «Верасы». Стала первой исполнительницей песни Эдуарда Ханка «Малиновки заслыша голосок», которая широко растиражирована на пластинках и всем известна. А также «Любишь не любишь», «Чур-чура», «Зарянка», «Я живу в заповедном краю», «Пусть будет мир цветным» («Белым будь снег и чистым») были очень популярны в начале 80-х в Советском Союзе.
Из ансамбля Надежда ушла в декретный отпуск, но назад так и не вернулась. Родила дочь. Голос на какое-то время пропал, но затем вернулся, поменяв тембральную окраску, стал более низким.
В репертуаре Микулич песни белорусских, российских композиторов. Авторство многих песен принадлежит Надежде Анатольевне. Среди них — «Ой, бяда», «Тем, кто любит», «Родимый дом», «Только мама» и другие. Основной источник вдохновения Надежды Микулич — антология белорусской народной песни. У всех на слуху песни «Я вернусь» Эдуарда Зарицкого, «Клёны-ясені» и «Ксеня» Владимира Будника. С песней «Ксеня», которую многие считают народной, Надежда Микулич выступала на Всесоюзном конкурсе артистов эстрады, где стала дипломантом.
Муж Надежды — Борис Белый работал администратором коллектива «Верасы»
В настоящее время выступает на сольных концертах, иногда вместе с Григорием Полищуком.
19 января 2018 года в Большом зале Белгосфилармонии г. Минска состоялся юбилейный концерт заслуженной артистки Республики Беларусь Надежды Микулич "Любите каждый миг". Вместе с певицей на сцене выступили многочисленные коллеги, которые пришли поздравить Надежду Микулич с 45-летием творческой деятельности.
Надежда Микулич выпустила 4 аудиоальбома, 3 компакт-диска, принимала участие во многих телепередачах и концертах, продолжает выступать и сегодня.

## Дискография
2005 — Тем, кто любит
01. Тем, кто любит (Н.Микулич — А.Стригалёв)
02. Не за вочы чорныя (Ю.Семеняко — А.Русак)
03. Танго (Н.Санамян — Е.Хоровец)
04. Засыпай, моя обида (В.Иванов — В. Гин)
05. Люблю тебя (Н.Санамян — Е.Хоровец)
06. Берегите любовь (Н.Микулич — А.Стригалёв)
07. Поздняя любовь (Н.Микулич — В.Ермалёнок)
08. Грэшніца-вясна (Н.Микулич — А.Стригалёв)
09. Суседка (П.Ерёменко — Т.Сучкова)
10. Агурочкі (Н.Санамян — А.Легостаева)
11. Прощай (Н.Микулич — Е.Хоровец)
12. Покаяние (Н.Санамян- Е.Хоровец)
13. Молитва (Н.Санамян — В.Поликанина)
14. Две звезды (музыка и слова А.Соколова)
15. Восеньская распсодыя (В.Шиковец — В.Ермалёнок)
16. Мая адзінота (Н.Санамян — В.Ермалёнок)
17. Исповедь покинутой женщины (Н.Микулич — В.Ковальчук)
18. Прости (музыка и слова Н.Санамян)
19. Роман (Н.Санамян — О.Жуков)
2008 — Святая муза
01.Ни слова не скажу тебе (Ж.Рождественская — С.Гершанова)
02. Твои слова (Н.Микулич — В.Ермалёнок)
03. Ой, бяда (Н.Микулич — Е.Боровский)
04. А ў полі бяроза/А в поле берёза (И.Поливода — слова народные)
05. Грустная песенка (В.Тарас — Е.Хоровец)
06. Последний раз (В.Тарас — Е.Хоровец)
07. Берега (муз. и сл. С.Носко)
08. Призрачный гость (Н.Микулич — А.Стригалёв)
09. Госці мае/Гости мои (П.Ерёменко — Е.Боровский)
10. Ах, любовь моя (Д.Долгалев — В.Поликанина)
11. Скрыпачка з баянам/Скрипочка с баяном (П.Ерёменко — В.Жукович)
12. Дорожите словами (Н.Микулич — Б.Осмоловский)
13. Ох, речка-речка (муз. и сл. Л.Беляев)
14. Позняе каханне/Поздняя любовь (Н.Микулич — И.Титовец)
15. Мотылёк (Н.Санамян — В.Ковальчук)
16. Па рацэ на лодачцы/По реке на лодочке (Я.Науменко — А.Зэков)
17. Спадарыня Ганна/Госпожа Анна (В.Будник — П.Шруб)
18. Подумать больно (В.Тарас — Е.Хоровец)
19. Салодкая радасць/Сладкая радость (Н.Санамян — И.Титовец)
20. Песня пра вераб`я/Песня про воробья (Н.Микулич — Н.Гилевич)
21. Святая муза (Н.Санамян — В.Ермалёнок)
2008 — Я вернусь
01. Родимый дом (Н.Микулич — В.Ермалёнок)
02. Любимый мой (музыка и слова Т.Орловской)
03. Hasta Siempre (музыка и слова C.Puebla)
04. Любишь не любишь (В. Добрынин — И. Кохановский)
05. Piu che puoi (Э. Рамазотти, A.Cogliati, A.Galbiati — Cher, A.Galbiati)
06. Я вернусь (Э.Зарицкий — В. Гин)
07. Ксеня (В.Будник — Н.Тулупова)
08. Тополиный пух (Ю. Саульский — П.Леонидов)
09. Я жду тебя (музыка и слова О.Патрий)
10. Я вам совсем не нравлюсь (А. Кальварский — А.Ольгин)
11. Дзявочая песня (Н.Микулич — А.Вертинский)
12. Зимняя ночь (В.Кондрусевич — Б.Пастернак)
13.В старом дворе (Н.Микулич — А.Стригалёв)
14.Я сижу на хуторе (Н.Микулич — Н.Тулупова)
15.Крошка-малышка (Н.Санамян — В.Ермалёнок)